# Елак
Елак (Ellac, Illig; †454), један од Атилиних синова. 
Конкурент за престо му је био други Атилин син Аладар (Ardaric), али ипак је Елак наследио власт од оца као Атила II. Међутим није дуго владао, погинуо је у сукобу који је познат као битка код Недаве 454. године. 
Битка се одиграла у Панонској низији поред речице Недава, притоке реке Саве. Хуни су се сукобили са побуњеним Гепидима и Остроготима. Поражени Хуни су се повукли и престо Хуна је уместо погинулог Елака преузео Тулдила.